# Гладченко, Владимир Леонидович
Владимир Леонидович Гладченко (укр. Володимир Леонідович Гладченко; род. 14 ноября 1984, Киев) — украинский игрок в пляжный футбол, вратарь. Выступает за сборную Украины. Участник чемпионатов мира 2011 и 2013 годов.

## Биография
Родился в Киеве. Начал играть в футбол в десять лет. Первоначально занимался в академии «Динамо», а после года тренировок перешёл в клуб «Киев», откуда выпустился в 2001 году.
В детско-юношеской футбольной лиге Украины играл за киевские АТЕК и «Арсенал». На любительском уровне играл в чемпионате Киева
Летом 2006 года начал заниматься пляжным футболом. Его первой командой стал «Майндшер», где он играл до 2010 года. Позднее выступал за команды «Артур Мьюзик», «Выбор», «Гриффин», «Евроформат» и «Сервит». За рубежом играл в России за «Подводник» и «Динамо».
Игра Гладченко в 2006 году привлекла внимание тренеров сборной Украины по пляжному футболу, с которой он в 2011 и 2013 годах сыграл на чемпионатах мира. Участник Европейских игр 2015 года.
Принял участие в выставочном матче в составе сборной Европы под руководством Эрика Кантоны против Бразилии в 2007 году, где был единственным украинцем.
Окончил Национальный университет физического воспитания и спорта Украины.

## Достижения
Сборная Украины
- Победитель Кубка Европы: 2007
- Победитель Евролиги: 2016
- Серебряный призёр Евролиги: 2015
- Серебряный призёр Кубка Персии: 2017

На клубном уровне
- Чемпион Украины: 2006, 2009 (Майндшер), 2011 (Евроформат), 2022 (ВИТ)[4]
- Серебряный призёр чемпионата Украины: 2008 (Майндшер), 2014 (Гриффин)
- Бронзовый призёр чемпионата Украины: 2012 (Евроформат)

Индивидуальные
- Лучший вратарь Кубка Европы: 2007
Лучший вратарь чемпионата Украины: 2014
- Лучший вратарь Кубка Персии: 2017[5]